# 小行星21437
小行星21437（21437 Georgechen）是一颗绕太阳运转的小行星，为主小行星带小行星。该小行星于1998年3月31日发现。

## 轨道参数
小行星21437的轨道半长轴为2.6367860 UA，离心率为0.189。